# Échangeur de la Vigie
 (juin 2025).
Motif : Pas de sources. Voir Discussion:Échangeur de Shimukappu/Admissibilité.
- Archive Wikiwix
- Bing
- Cairn
- DuckDuckGo
- E. Universalis
- Gallica
- Google
- G. Books
- G. News
- G. Scholar
- Persée
- Qwant
- (zh) Baidu
- (ru) Yandex
- (wd) trouver des œuvres sur Wikidata

| 1. | Préciser le motif de la pose du bandeau. | Précisez le motif de la pose du bandeau en utilisant la syntaxe suivante : {{admissibilité à vérifier\|date=juin 2025\|motif=remplacez ce texte par le motif}}                             |
| 2. | Informer les utilisateurs concernés.     | Pensez à avertir le créateur de l'article, par exemple, en insérant le code ci-dessous sur sa page de discussion : {{subst:avertissement admissibilité à vérifier\|Échangeur de la Vigie}} |

L'échangeur de la Vigie est un échangeur autoroutier situé sur le territoire de la commune de Geispolsheim au sud de Strasbourg en Alsace près du lac Achard. Il est constitué d'un ensemble de bretelles et d'un rond-point. L'échangeur permet une connexion entre l'autoroute A35, RN 83 et 
la desserte du Sud de l'agglomération strasbourgeoise via les routes départementales RD 222 et RD 484.

## Axes concernés
- l'A 35 : vers Strasbourg (au nord) et vers Colmar/Mulhouse (au sud) ;
- la RN 83 (RD 1083) : vers Offenbourg via RN 353 et Séléstat via notamment Erstein et Benfeld ;
- la RD 222 : vers Hurtigheim via Lingolsheim, Holtzheim, Achenheim et Ittenheim (au nord) et vers Plobsheim via Illkirch-Graffenstaden et Eschau (au sud) ;
- la RD 484 : vers Ostwald (au nord) et Geispolsheim Gare (au sud).

## Dessertes
- Centre commercial de La Vigie
- Centre commercial de Geispolsheim
- Zone industrielle Forlen-Activa
- Zone d'activités de l'Ill

## Trafic
Durant les heures de pointes, l'échangeur de la Vigie est quotidiennement le spectacle de bouchons importants dus notamment au flux de travailleurs frontaliers empruntant l'échangeur depuis la RN 83 (RD 1083) (après l'avoir rejoint depuis l'Allemagne via la RN 353 à l'échangeur de Fegersheim) afin de rallier Strasbourg et le nord du Bas-Rhin et/ou l'A4 (au nord) ou pour partir en direction des Vosges et/ou rallier l'A352 ou le sud du Bas-Rhin (l'A 35 étant plus rapide que la RN 83 (RD 1083) pour un bon nombre de destinations). Le matin, les flux inverses sont constatés, mais ne créent pas de bouchons importants vu l'agencement de l'échangeur plus propice aux échanges dans ce sens-là et ne se trouvant alors pas bloqué par les bouchons en direction de Strasbourg et des Vosges. (comme c'est la cas le soir).
L'achèvement de la rocade sud de Strasbourg prévu pour 2020 devrait permettre de désengorger l'échangeur de la Vigie. Cette rocade permettra de rallier directement l'échangeur de Fegersheim et l'échangeur de Geispolsheim. Ainsi l'Allemagne pourra être ralliée depuis les Vosges et le sud du Bas-Rhin sans passer par l'échangeur de la Vigie. De plus, en venant de l'Allemagne et de la RN 83 (RD 1083), il sera possible de rallier l'Aéroport de Strasbourg-Entzheim sans passer par l'échangeur de la Vigie (ou Geispolsheim via RD 221).